# International Six Speed
International Six Speed — 1-тонный грузовик, построенный компанией International Harvester Corporation в период с 1928 по 1930 год на заводе в Спрингфилде, штат Огайо, в Америке.

## История модели
В линейке International не было 1-тонного грузовика со времен S 1926 года. Этот пробел был заполнен в 1928 году с помощью «Six-Speed Special». Новый грузовик был похож на 3/4-тонный Special Delivery, но имел более крупную раму и шины большего размера. Его наиболее примечательной особенностью был двухскоростной задний мост Eaton, который в сочетании с трехступенчатой коробкой передач давал в общей сложности 6 скоростей вперед и 2 назад. Six-Speed Special мгновенно стал хитом: в первый год было построено более 14 000 экземпляров, что составляет около трети общего объема производства International за год. Six-Speed Special был оснащен маломощным, но экономичным 4-цилиндровым двигателем Waukesha XA с L-образной головкой. В 1931 году A-3 заменил шестискоростной Special.